# Kameyama Tennō
Emperador Kameyama (亀山天皇?) (9 de julio de 1249–4 de octubre de 1305) fue el 90.º emperador de Japón, según el orden tradicional de sucesión. Reinó entre 1260 y 1274. Antes de ser ascendido al Trono de Crisantemo, su nombre personal (imina) fue Príncipe Imperial Tsunehito (恒仁親王 Tsunehito-shinnō?)
El nombre “Kameyama” proviene de la ubicación de su tumba. Tuvo otros nombres como Kongō-gen (金剛源?  su nombre como monje), Zenrinji-dono (禅林寺殿?  literalmente, “Señor del Templo Zen”, poseía un templo zen en el ala Norte de su residencia imperial), Madenokō-ji-dono (por su residencia), Bun'ō Kōtei (por el nombre de la era, Kōtei es un sinónimo de la palabra Emperador).

## Genealogía
Fue el séptimo hijo de Go-Saga Tennō.
- Emperatriz (Kōgō): Tōin (Fujiwara) ?? (洞院（藤原）佶子)

- Primera hija: Princesa Imperial ?? (目見子内親王)
- Primer hijo: Príncipe Imperial Tomohito (知仁親王)

- Emperatriz (Chūgū): Saionji (Fujiwara) Yoshiko (西園寺（藤原）嬉子)
- Dama de Honor: Konoe (Fujiwara) ?? (近衛（藤原）位子)

- Octavo hijo: Príncipe Imperial ?? (啓仁親王)
- Décimo hijo: Príncipe Imperial ?? (継仁親王)

- Dama de Honor: hija mayor de Sanjō (Fujiwara) Sanehira (三条（藤原）実平)

- Cuarto hijo: Príncipe Imperial y Monje Ryōsuke (良助法親王) (Monje budista)
- Sexto hijo: Príncipe Imperial y Monje Shōun (聖雲法親王) (Monje budista)
- Séptimo hijo: Príncipe Imperial y Monje Kakūn (覚雲法親王) (Monje budista)
- Quinta hija: esposa de Kujō ?? (九条師教)

- Dama de Honor: Fujiwara ?? (藤原雅子)

- Segunda hija. Princesa Imperial Aako (憙子内親王) – Emperatriz Viuda Shōkei (昭慶門院)

- Dama de Honor: hija de Taira ?? (平時仲)

- Noveno hijo: Príncipe Imperial y Monje ?? (順助法親王) (Monje budista)
- Undécimo hijo: Príncipe Imperial y Monje Jidō (慈道法親王) (Monje budista)
- Vigésimo (¿duodécimo?) hijo: Príncipe Imperial y Monje Gyōen (行円法親王) (Monje budista)

## Biografía
En 1258 se convirtió en Príncipe de la Corona, a la edad de nueve años. 
En 1260, tras presiones de su padre, el Emperador Enclaustrado Go-Saga, abdicó su hermano mayor el emperador Go-Fukakusa. El príncipe imperial Tsunehito asume el trono con el nombre de Emperador Kameyama a la edad de diez años.
En la rebelión Kamakura de 1263, el sexto Shōgun, el príncipe imperial Munetaka (hermano mayor del emperador Kameyama), fue reemplazado por el hijo del emperador, el príncipe imperial Koreyasu (de dos años). Posteriormente en 1265]recibió una delegación del Imperio mongol, que a su paso logra saquear algunas islas.
En 1274, a los 25 años de edad, abdicó a favor de su hijo, el emperador Go-Uda. El emperador Kameyama comenzó su reinado como Emperador Enclaustrado. Durante este período, los mongoles invaden en dos ocasiones. El Emperador Enclaustrado oró personalmente en el Gran Santuario de Ise. 
No obstante, el shogunato Kamakura temía de la influencia del emperador Kameyama; en 1287 el emperador Go-Uda fue obligado a abdicar, y fue reemplazado por un hijo del emperador Go-Fukakusa, quien se convertiría en el Emperador Fushimi. Con esto, el gobierno enclaustrado del emperador Kameyama fue suspendido.
Con el fortalecimiento de la rama Jimyōin-tō del emperador Go-Fukakusa tras el nombramiento del príncipe imperial Hisaaki como shogun; el emperador Kameyama perdió poder y en 1289 se convirtió en monje de la secta zen. Su acción provocó el inicio de la penetración del budismo zen en la Corte Imperial. Ayudó en la construcción del templo budista de Nanzen-ji en Kioto, en 1291.
En 1305 falleció a la edad de cincuenta y seis años.

## Kugyō
- Sesshō:
- Daijō Daijin
- Sadaijin:
- Udaijin:
- Nadaijin:
- Dainagon:

## Eras
- Shōgen (1259 – 1260)
- Bun'ō (1260 – 1261)
- Kōchō (1261 – 1264)
- Bun'ei (1264 – 1275)